# 中島隆利
中島 隆利（なかしま たかとし、1943年（昭和18年）6月22日 - ）は、日本の政治家。
衆議院議員（1期）、旧八代市長（1期）、熊本県議会議員（4期）、八代市議会議員（2期）を歴任した。

## 経歴
- 1943年　熊本県下益城郡小川町（現・宇城市）生まれ。
- 小川町立河江小学校、小川町立益南中学校卒業。
- 1966年　九州電力入社。
- 1966年　熊本県立八代東高等学校定時制卒業。
- 1975年　八代市議会議員選挙初当選（2期）
- 1983年　熊本県議会講員選挙初当選（3期）
- 1995年　熊本県議会議員選挙・次点
- 1999年　熊本県議会議員選挙・当選（4期目）
- 2002年　八代市長に当選（1期）
- 2005年9月4日 - 同年8月1日の近隣町村と市町村合併にともなう市長選挙で坂田孝志に7750票差で、落選
- 2009年8月30日 - 第45回衆議院議員総選挙に熊本5区より社会民主党公認（民主党、国民新党推薦）で立候補したが、自由民主党前職の金子恭之に敗れる。しかし、惜敗率77%余を獲得、比例九州ブロックの社民党重複候補の中ではトップとなったため、復活当選した。
- 2010年1月 - 代表の福島瑞穂から国会対策委員長の起用が提示されたが、党大会で了解を得られず副幹事長に就任
- 2010年2月20日 -　社民党熊本県連合代表に就任
- 2012年12月16日 - 第46回衆議院議員総選挙に熊本5区よりした立候補したが、再び金子に敗れ、比例復活もならず落選。

## 政策
- 永住外国人への地方選挙権の付与に前向きであり、被選挙権の付与にも肯定的である。